# 事件 (概率论)
在概率論中，隨機事件（或簡稱事件）指的是一個被賦與機率的事物集合，也就是樣本空間中的一個子集。簡單來說，在一次隨機試驗中，某個特定事件可能出現也有可能不出現；但當試驗次數增多，我們可以觀察到某種規律性的結果，就是隨機事件。基本上，只要樣本空間是有限的，則在樣本空間內的任何一個子集合，都可以被稱為是一個事件。然而，當樣本空間是無限的時候，特別是不可數之時，就常常不能定義所有的子集為隨機事件了。因此，爲了定義一個概率空間，常常需要去掉樣本空間的某些子集，規定他們不能成為事件。

## 例子
假設我們有一堆52張的撲克牌，并閉著眼睛在這堆牌中抽取一張牌，那麼用概率論的術語來說，我們實際上是在做一個隨機試驗。這時，我們的樣本空間是一個有著52個元素的集合，因為任意一張牌都是一個可能的結果。而一個隨機事件，則是這個樣本空間的任意一個子集（这个任意子集包括空集，一个元素的集合及多个元素的集合）。運用組合知識可以知道，隨機事件一共有{\displaystyle 2^{52}}種。當這個事件僅僅包括樣本空間的一個元素（或者說它是一個單元素集合）的時候，稱這個事件為一個基本事件。比如說事件“抽到的牌是黑桃7”。當事件是空集時，稱這個事件為不可能事件。當事件是全集時，則稱事件是必然事件。其它還有各種各樣的事件，比如：
- “抽到的牌是鬼牌”（也是不可能事件）
- “抽到的牌是紅桃3”（基本事件）
- “抽到的牌數字是9”（包含4個元素）
- “抽到的牌是方塊”（包含13個元素）
- “抽到的牌是紅顏色的並且數字小於等於10”（包含20個元素）
- “抽到的牌不是紅桃3”（包含51個元素）

由於事件是樣本空間的子集，所以也可以寫成集合的形式。有時候寫成集合的形式可能會很困難。有時候也可以用文氏圖來表示事件，這時可以用事件所代表圖形的面積來按比例顯示事件的概率。

## 事件與概率空間
當樣本空間有限，试验中每个基本事件发生的可能性相同的時候，稱為古典概型。這時可以（也是一般用到的）取樣本空間的所有的子集作為事件。然而，當樣本空間不是有限的時候，特別是當樣本空間是實數的時候，就不能取所有的子集作為事件了。其中的根本原因在於概率的定義。一般來說，當研究一個隨機事件的時候，我們希望知道它發生的概率。事件發生的概率是一個介於0和1之間的數。當樣本空間是不可數的時候，如果我們取樣本空間所有的子集，那麼概率論的公理系統會產生數學上的矛盾，也就是說，會有一些子集無法被定義概率。具體地說，概率論的公理系統是由三個部份{\displaystyle (\Sigma ,{\mathcal {F}},\mathbb {P} )}組成的，又稱為概率空間。這個空間包括：樣本空間{\displaystyle \Sigma }、事件集合{\displaystyle {\mathcal {F}}}（又稱為事件體）以及定義在這上面的一個取概率的運算：{\displaystyle \mathbb {P} }。其中的事件集合{\displaystyle {\mathcal {F}}}是一個σ-代數，而取概率的運算{\displaystyle \mathbb {P} } 需要滿足概率的加法公理（σ-Additive）：
如果一系列事件{\displaystyle A_{1},A_{2},\cdots }兩兩互斥（也就是說對任意的{\displaystyle i,j}，{\displaystyle A_{i}\cap A_{j}}都是空集。此亦稱為pairwise disjoint）那麼就有：
{\displaystyle \mathbb {P} (\bigcup _{i=1}^{\infty }A_{i})=\sum _{i=1}^{\infty }\mathbb {P} (A_{i})}
這個公理是符合一般人的直覺的：如果幾件事情互相之間相互排斥，那麼“它們幾個中有一個發生”的概率應該等於其中每一個發生的概率的和。
然而，對於不可數的樣本空間，如果選全部的子集作為事件的話，會有一些子集，無論怎樣為他們定義概率，都會違反加法公理。

### 一個反例
假設小明和小華玩一個遊戲，讓小華隨意說一個0到1之間的實數。小明爲了研究概率，選擇了所有[0,1]的子集作為概率集合。他將所有的0到1之間的有理數取出來。由於0到1之間的有理數是可數集合，所以可以做標號：{\displaystyle q_{1},q_{2},\cdots }。對於每一個0到1之間的實數{\displaystyle a}，小明將{\displaystyle a+q_{1},a+q_{2},\cdots }作為一個集合，如果其中有大於1的，就減去1。這個集合是由可數個數構成的，小明把它記作{\displaystyle S_{a}}。构造多个这样的集合{\displaystyle S_{a}}满足其並集是區間[0,1]，且它們之間兩兩不相交。然後將每個{\displaystyle S_{a}}寫成：
{\displaystyle S_{a}=s_{a,1},s_{a,2},\cdots }
再令：
{\displaystyle T_{1}=} 遍歷所有{\displaystyle S_{a}} 集合中的{\displaystyle s_{a,1}} 所構成的集合。
{\displaystyle T_{2}=} 遍歷所有{\displaystyle S_{a}} 集合中的{\displaystyle s_{a,2}} 所構成的集合。
如此等等，
那麼所得到的事件（也就是集合）{\displaystyle T_{1},T_{2},\cdots }的並集也是區間[0,1]，而且它們之間兩兩不相交。由於這些事件之間地位相等，所以它們的概率{\displaystyle \mathbb {P} (T_{n})}都是一樣的。
如果{\displaystyle \mathbb {P} (T_{n})>0}，那麼根據加法原則，
{\displaystyle 1=\mathbb {P} ([0,1])=\mathbb {P} (\bigcup _{i=1}^{\infty }T_{i})=\sum _{i=1}^{\infty }\mathbb {P} (T_{i})=\sum _{i=1}^{\infty }\mathbb {P} (T_{1})=+\infty }
而如果{\displaystyle \mathbb {P} (T_{n})=0}，那麼根據加法原則，仍然有：
{\displaystyle 1=\mathbb {P} ([0,1])=\mathbb {P} (\bigcup _{i=1}^{\infty }T_{i})=\sum _{i=1}^{\infty }\mathbb {P} (T_{i})=0+0+\cdots =0}
因此無論如何，都會導致矛盾。也就是說小明無法為事件{\displaystyle T_{1}}定出一個概率。在一般的測度理論中，這種集合稱為（勒貝格）不可測集合。

## 事件之間的關係
兩個隨機事件之間可以有各種各樣的關係。
- 包含關係：通常用符號{\displaystyle \subset }表示。一個事件{\displaystyle A}包含另一個事件{\displaystyle B}記作：{\displaystyle B\subset A}。這時只要事件{\displaystyle B}發生，那麼事件{\displaystyle A}也一定發生。這個關係其實就是集合論中的包含關係。舉之前撲克牌的例子來說，假設事件{\displaystyle A}是“抽出的牌上數字是8”，事件{\displaystyle B}是“抽出的牌是梅花8”，那麼事件{\displaystyle A}包含事件{\displaystyle B}：只要抽出的是梅花8，牌上的數字自然就是8。

- 等價關係：兩個事件對應的子集完全相等，記作{\displaystyle A=B}。例子：事件“抽出的牌花色是黑桃並且數字比3小並且數字是偶數”和事件“抽出的牌是黑桃2”就是等價的。

- 對立關係：兩個事件只能有一個發生，並且必然有一個發生，則它們是對立關係。這種關係對應的集合論術語是“補集”。

- 互斥關係：兩個事件只能有一個發生，但並不必然有一個發生。這時也稱兩個事件之間是互不相容的。

### 獨立事件
如果兩個事件同時發生的概率等於它們各自發生的概率的乘積，那麼就稱這兩個事件是相互獨立的。比如說，“抽到的牌是紅桃”和“抽到的牌數字是4”就是相互獨立的，因為兩者同時發生——抽到的牌是紅桃4——的概率是52分之1，而“抽到的牌是紅桃”的概率是4分之1，“抽到的牌數字是4”的概率是13分之1，兩者相乘便是52分之1。

## 事件的運算
- 事件{\displaystyle A\cup B}：是事件{\displaystyle A}和事件{\displaystyle B}的和事件（並事件），指的是事件“事件{\displaystyle A}發生或者事件{\displaystyle B}發生”。

- 事件{\displaystyle A\cap B}：是事件{\displaystyle A}和事件{\displaystyle B}的積事件（交事件），指的是事件“事件{\displaystyle A}發生且事件{\displaystyle B}發生”。

- 事件{\displaystyle A-B}：是事件{\displaystyle A}和事件{\displaystyle B}的差事件，指的是事件“事件{\displaystyle A}發生且事件{\displaystyle B}不發生”。

在概率運算時，還有：
- {\displaystyle P(A\mid B)}：指的是“设 A 与 B 为样本空间 Ω 中的两个事件，其中 P(B)>0。那么在事件 B 发生的条件下，事件 A 发生的条件概率为：”